# Краснянский, Владимир Гаврилович
Владимир Гаврилович Краснянский (бел. Уладзімір Гаўрылавіч Краснянскі; 9 [21] июля 1863, деревня Рютино, Новгородская губерния — 4 мая 1930, Витебск) — русский/белорусский историк, краевед, педагог и общественный деятель

## Биография
Родился в семье священника. Окончил Петербургский историко-филологический институт (1886). Преподавал русский язык в Белостокском реальном училище (1886―1896), историю и географию в минской мужской гимназии (1896―1903). В 1903―1906 годах помощник архивариуса Виленского центрального архива древних актов, заведующий канцелярией Виленского учебного округа. В 1906―1911 годах директор мстиславской мужской гимназии. В 1911―1918 годах жил в Витебске, работая директором реального училища (1911―1917), лектором в учебных учреждениях города (1918―1921), научным сотрудником, заместителем директора Витебского краеведческого музея (1921―1927). Являлся членом комиссии по охране памятников старины и искусства окружного общества краеведения. Разобрал и систематизировал богатую литературную, археологическую и нумизматическую коллекцию Вацлава Федоровича. Проводил археологические раскопки в Борисовском уезде. В Витебске на доме, где жил В. Г. Краснянский, открыта памятная мемориальная доска.

## Произведения
- Город Мстиславль (Могилевской губернии) : [Его настоящее и прошлое] ― Вильна: Сев.-зап. отд. Имп. Рус. геогр. о-ва, 1912. С. 99
- Борисов и Борисовский уезд в Отечественную войну, 1812 года / Сост. Вл. Гавр. Краснянский. ― Гродна: Губ. тип., 1913. С. 64
- Географические кабинеты: Ст. В. Г. Краснянского, преп. Мин. муж. Гимназии ― Вильна, 1901. С. 12
- Минский департамент Великого княжества Литовского: (Эпизод из истории войны 1812 г.). ― СПб.: Сенат. тип., 1902. С. 72
- Желательные изменения в организации внеклассного чтения / [Соч.] [Ст. преп. Мин. гимназии В. Г. Краснянского]. ― Вильна: тип. А. Г. Сыркина, 1900. С. 9
- Из истории польского мятежа 1863 года. ― Вильна, 1901
- Минская гимназия в 1861―1865 годах. ― Вильна, 1901
- «Чарцёж» места Віцебска 1664 года як дакументальны помнік да гісторыі беларускага драўлянага будаўніцтва. ― Мн., Инбелкульт, 1928